# Surdocecitate

Helen Keller, una dintre cele mai cunoscute persoane având acest handicap

Surdocecitatea reprezintă condiția unei persoane care are dificultăți de văz și auz sau lipsa acestor simțuri.
Surdocecitatea este o combinație de deficiențe de văz și de auz, cu diferite grade de manifestare. Este o deficiență multisenzorială gravă, de cele mai multe ori asociată și cu alte tipuri de deficiențe. Surdocecitatea generează dificultăți majore în sfera comunicării, a accesului la informație, în orientare și mobilitate.
Categorii de surdocecitate:
- congenitală: persoana se naște cu acest handicap și poate avea și deficiențe intelectuale. Cauze: sindromul rubeolei congenitale, cytomegalovirusul, cauze genetice etc.
- dobândită: poate apărea după ce persoana a dobândit limbajul, iar pierderile de auz și de vedere pot fi progresive sau simultane. Cauze: afecțiuni ale creierului, febră puternică, diabet, meningită, encefalită, îmbătrânirea etc.

Recuperarea are ca obiectiv învățarea persoanei să-și folosească auzul și vederea acolo unde există potențial.
De asemenea, trebuie să i se asigure situații în care să interacționeze cu mediul.

## Persoane celebre cu această afecțiune
- Francisco Goya (1746 - 1828), pictor spaniol, devenit surd și orb în ultimii ani din viață;
- Hieronymus Lorm (1821 - 1902), scriitor austriac;
- Laura Bridgman (1829 - 1889) din Statele Unite ale Americii, prima persoană cu acest handicap care a putut beneficia de o educație superioară.
- Helen Keller (1880 - 1968) din SUA; și ea a beneficiat de un nivel înalt de pregătire și este una dintre cele mai cunoscute persoane cu această afecțiune.
- Vasile Adamescu (1944 - 2018), profesor și artist plastic român).